# トウヒ
トウヒ（唐檜、学名：Picea jezoensis var. hondoensis）は、マツ科トウヒ属の常緑針葉樹。
北海道および北東アジアに広く分布するエゾマツの変種。本州の紀伊半島大台ヶ原から中部山岳地帯を経て福島県の吾妻山までの、海抜1,500-2,500 mにかけての亜高山帯に分布する。

## 特徴
更新世前期に南下して本州の広い範囲に分布を広げたエゾマツが、氷期の終わりとともに本州中部の山岳地に取り残された群落の子孫であると考えられている。ただし、ミトコンドリアDNA分析によると、トウヒにもっとも近縁な集団は北海道のものではなく朝鮮半島・中国東北・ウラジオストクのエゾマツ（変種チョウセントウヒ）である。このことから、トウヒの祖先は北海道のエゾマツが東北地方経由で南下したのではなく、中国東北～朝鮮半島及びウラジオストクのチョウセントウヒが朝鮮半島～西日本経由で分布を広げたことが示唆されている。
最終氷期には現在より広い範囲に分布していたが、現在は吾妻山より北の東北には分布しない。これは、トウヒがあまり大量の積雪には弱く、この地域の山岳が世界有数の多雪地域であるためと考えられる（最終氷期の日本は、現在より寒冷だが降雪量も少なかったと推定されている）。
本州のトウヒ属の中ではもっとも分布域が広く、数も多いが、それでも亜高山帯林の中ではモミ属と比べるとかなり少数派である。ただし、倒木を苗床にして稚樹が育つ倒木更新によって生育する場合が多いため、1カ所に数本がかたまって自生している場合が多い。大台ヶ原では、日本では珍しいトウヒの純林があるが、鹿の食害のため危機に瀕している。
亜高山帯の主要樹種であるモミ属のシラビソ・オオシラビソより、一般に寿命が長く、大木となる例が多い。樹高は大きいものでは40 m、幹の太さ1 m以上となる場合もある。樹皮は灰褐色。葉の断面は扁平で、長さは7-15 mm程度。球果は長さ3-6 cmほどである。
建材に使用される木材の内最も軽い。